# Rufiyaa delle Maldive
La rufiyaa (Dhivehi: ދިވެހި ރުފިޔާ; in italiano anche rupia) è la valuta delle Maldive. L'emissione della valuta è sotto il controllo della Maldives Monetary Authority (MMA). I simboli più comunemente usati per la rufiyaa sono MRF oppure Rf. Il codice ISO 4217 è MVR. La rufiyaa è suddivisa in 100 laari. Il nome "rufiyaa" è derivato dalla parola hindi rupayā, e quindi dal sanscrito rupya ("argento battuto"). Il tasso ufficiale di cambio è USD1 = 12.8 rufiyya.

## Storia
Nel XIX e XX secolo furono coniate monete di bronzo in laari. Mohamed Imaadhudheen IV (1900-1904) introdusse le prime monete coniate a macchina e il suo successore, il sultano Mohamed Shamshudeen III (1904-1935) emise le ultime monete di questo tipo che furono coniate nel Regno Unito dalla zecca di Heaton a Birmingham nel 1913.

La prima banconota da 100 rufiyaa

In seguito alla fine della produzione di monete create apposta per la Maldive, il Sultanato passò all'uso delle rupia singalese. Nel 1947 le monete furono affiancate dall'emissione di banconote in rufiyaa, uguali in valore alla rupia. Nel 1960 furono introdotte le monete in laari, ora del valore di un centesimo di rupia.

## Monete
Nel 1960 il sultano Mohamed Farid I ordinò monete dalla Royal Mint in Inghilterra. La nuova emissione era costituita da pezzi da 1, 2, 5, 10, 25 e 50 laari.

1983 1 rufiyaa

1995 2 rufiyaa

A differenza dei suoi predecessori il sultano Farid non usò il suo titolo sulle monete ma appose l'emblema nazionale sul rovescio con il nome tradizionale dello stato (in arabo الدولة المحلديبية‎?, al-Dawla al-Maḥaldībiyya, Stato delle Maldive) e il valore della moneta sull'altra faccia. La nuova valuta fu messa in circolazione nel febbraio 1961 e tutte le monete precedenti, ad eccezione di quelle da 1 e 4 laari coniate sotto Shamshudin III, furono ritirate dalla circolazione il 17 giugno 1966.
Nel 1981, fu creata la nuova Banca centrale, la Maldives Monetary Authority (MMA), che introdusse la moneta da 1 rufiyaa il 22 gennaio 1983. La moneta fu coniata nella Germania occidentale in cupronichel. Nel 1984 fu introdotta una nuova serie di monete che non includeva il pezzo da 2 laari. Nel 1995 fu introdotta la moneta da 2 rufiyaa.
Le moneta in circolazione sono:

## Banconote

100 rufiyaa (1983)

500 rufiyaa (1990)

Nel 1945, il Majlis delle Maldive (il Parlamento, chiamato anche "Majlis del Popolo") approvò la legge numero 2/66 sulla "Maldivian Bank Note". In base a questa legge nel 1947 furono stampate e poste in circolazione le banconote da ½, 1, 2, 5 10 rufiyaa. Nel 1951 sono state introdotte le banconote da 50 e da 100 rufiyaa.
La serie attuale di banconote è stata emessa nel 1983 con tagli da 2, 5, 10, 20, 50 e 100 rufiyaa. La banconota da 500 rufiyaa è stata aggiunta nel 1990 e quella da 2 rufiyaa è stata sostituita da una moneta nel 1995.